# Суфриер (приход)
Суфриер (англ. Soufrière quarter) — один из одиннадцати приходов (единица административно-территориального деления) государства Сент-Люсия. Расположен на западном побережье острова. Площадь 51 км², население 8 472 человек (2010). Административный центр прихода — город Суфриер.

## География
Лежит в красивейшем глубоководном заливе у отрогов потухшего вулкана Пти-Питон (750 м), который в настоящее время находится на территории охраняемого природного района Питон. Город почти полностью разрушался ураганами 1780, 1817, 1831, 1898 и 1980 годов, а также землетрясением в 1839 году, а в 1955 году почти половина его сооружений была уничтожена сильным пожаром.

## История
Основанный в 1746 году, Суфриер — самый старый город на острове и его столица в период правления французов.